# Okostelefon-alkalmazás

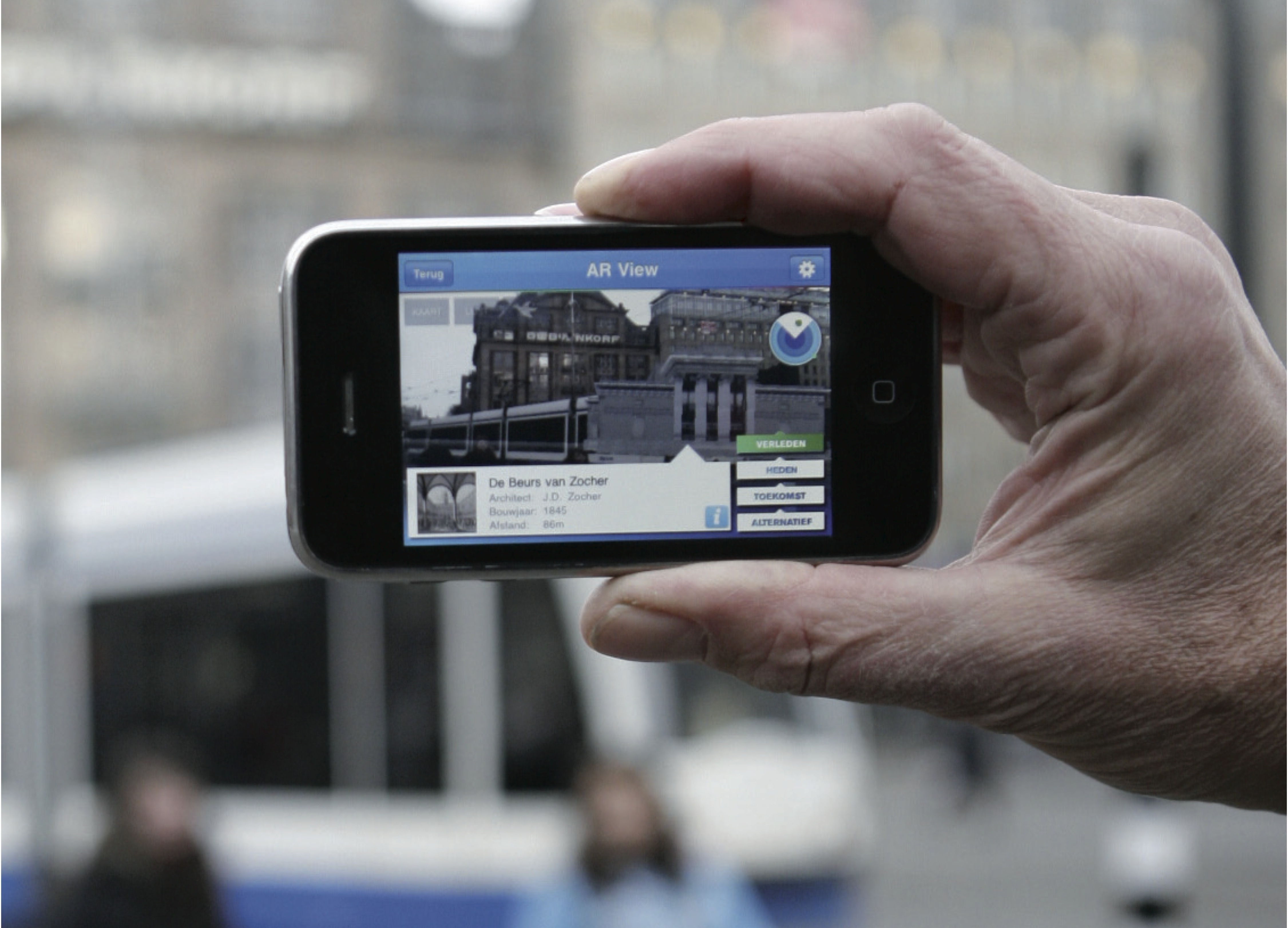
Okostelefon működés közben, a Layar alkalmazás és a helymeghatározó adatok segítségével az augmented reality (AR) magyarul a kiterjesztett valóságon keresztül a képernyőn megjeleníti a környezet információit

Az okostelefon-alkalmazások vagy mobil appok okostelefonokon, vagy más mobileszközökön futó számítógépes programok. Az ilyen eszközök általában előtelepítve tartalmaznak néhány, a használat megkezdéséhez elengedhetetlen alkalmazást, mint például webböngészőt, levelezőprogramot, és egy, a további alkalmazások beszerzésére alkalmas programot (piactér, „market”). Ezt követően válik alkalmassá az okostelefon  arra, hogy további alkalmazásokat lehessen letölteni ezekről a piacterekről, ingyen vagy díj ellenében. Az okostelefon-alkalmazások általában kihasználják a mobileszköz beépített lehetőségeit, mint amilyen például a beépített kamera, a névjegyzék, a GPS helymeghatározó rendszer. Ilyen alkalmazások például a játékprogramok, illetve valamilyen informatikai szolgáltatásokat nyújtó programok, célalkalmazások.

## Típusai
A mobil alkalmazások többféle módon is kategorizálhatóak. A leggyakoribb a natív, webes és hibrid kategóriákra osztás.

### Natív app
Egy platform saját nyelvén íródott alkalmazás (például Android esetében a Java a saját natív nyelv). Ezzel a megközelítéssel hozható ki a legjobb teljesítmény és a legtöbb funkció, ami annak köszönhető, hogy az API-kat célzottan az adott platformhoz hozták létre.
Ugyanebből fakad a legnagyobb hátránya is: Csak egy platformra használhatjuk a megírt kódot. Tehát egy iOS-re írt app kódja változtatás nélkül nem fordítható le Androidra.

### Webes app
HTML, CSS és JavaScript nyelveken íródnak. Általában internethozzáférést igényelnek és felhőben tárolt adatokkal dolgoznak, de megvalósíthatóak offline működésre tervezett webes appok is.
A teljesítményük alacsonyabb a natív appokhoz képest, azonban platformfüggetlen megoldásként működnek. Ennek köszönhető az, hogy egyetlen kódbázist használhatunk iOS-re, Androidra és akár PC-re is, minimális platformspecifikus optimalizálással, melynek következtében a fejlesztés ideje jelentősen rövidülhet.

### Hibrid app
Úgynevezett bridge kódokat használnak, amellyel összeköthetőek a natív kódrészek más nyelvekkel. Jó példa rá a React Native, amelyben JavaScript kódot írunk, de kapunk kiegészítő függvényeket, amelyek a JS-hez illő szintaxissal, natív API-kat hívnak meg a háttérben.
Előnyük, hogy a kódbázis itt is nagyban egyezik a különböző platformokon, a teljesítményveszteség azonban valamivel kisebb, illetve hozzáférést kapunk olyan funkciókhoz is, amik webes megoldásokkal nem elérhetőek.
Ide tartozik a Flutter, az Apache Cordova és a Xamarin is.